# Roger Wilco
Roger Wilco — VoIP-программа для общения участников многопользовательских компьютерных игр. Была разработана под Windows, версия для Mac разрабатывается, но дата выпуска ещё не определена (разработчики объясняют это проблемами с альфа-версией). Программа помогает игрокам координировать игру, но также работает и вне игр.
Первая версия Roger Wilco была создана компанией Resounding Technology, которая в октябре 1999 объединилась с HearMe, владелицей MPlayer.com. В декабре 2000 GameSpy купил её исходный код для улучшения своей программы GameSpy Arcade. До этой покупки программа была свободной; после осталась бесплатной, но требует регистрации, как и другие инструменты GameSpy.